# Rhynchaenus rusci
Rhynchaenus rusci är en skalbaggsart som först beskrevs av Herbst 1795.  Rhynchaenus rusci ingår i släktet Rhynchaenus, och familjen vivlar. Arten är reproducerande i Sverige.